# Fragmentation des marchés
Les marchés financiers étaient traditionnellement réglementés : une seule institution centralisait l'offre et la demande.
Ainsi Euronext était chargée de cette mission au niveau européen[réf. nécessaire].
La Directive concernant les marchés d'instruments financiers (MIF, en anglais : MiFID, Markets in Financial Instruments Directive) a autorisé l'arrivée de Systèmes multilatéraux de négociation.
Les marchés financiers sont ainsi fragmentés : l'ensemble de l'offre ne rencontre plus la demande en un même espace.
L'avantage attendu est la diminution des coûts de transaction.
Cependant, cette fragmentation risque de nuire à la liquidité des marchés et rend la régulation plus difficile.